# Kuntheria pedunculata
Kuntheria pedunculata là một loài thực vật có hoa trong họ Colchicaceae. Loài này được Ferdinand Jacob Heinrich von Mueller miêu tả khoa học đầu tiên năm 1891 dưới danh pháp Schelhammera pedunculata. Năm 1987 John Godfrey Conran và Harold Trevor Clifford chuyển nó sang chi do họ mới thành lập. Cho tới năm 2018 nó vẫn là loài duy nhất của chi này.
Loài này là đặc hữu Queensland, Australia.